# Amblyanthopsis membranacea
Amblyanthopsis membranacea är en viveväxtart som beskrevs av Carl Christian Mez. Amblyanthopsis membranacea ingår i släktet Amblyanthopsis och familjen viveväxter. Inga underarter finns listade i Catalogue of Life.